# Horliwka
Horliwka (ukrainisch Горлівка; russisch Горловка Gorlowka) ist eine ukrainische Stadt mit etwa 255.000 Einwohnern (2019).

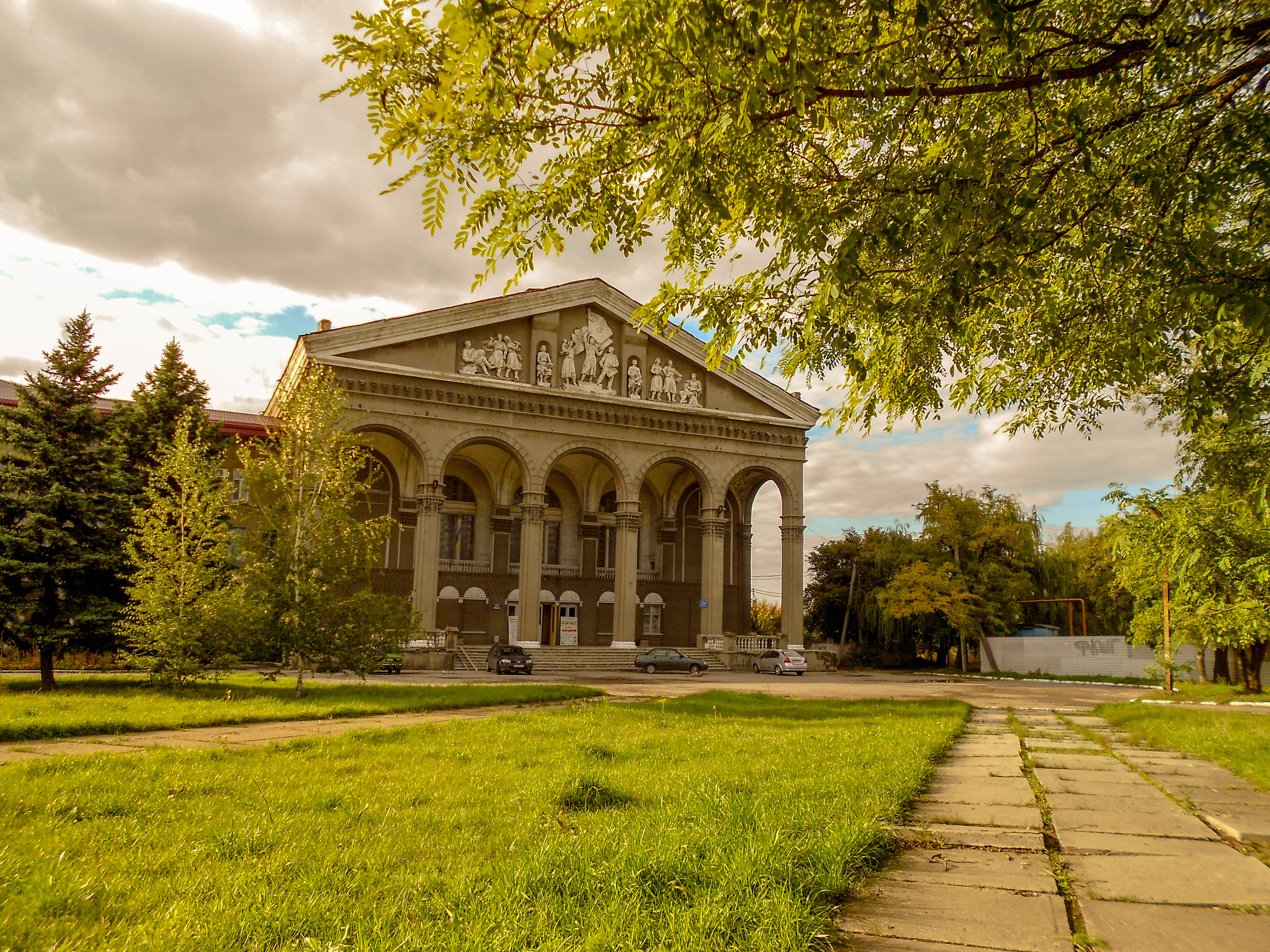
Kulturpalast in Horliwka

Horliwka liegt in der Oblast Donezk am Fluss Luhan 47 km nördlich von Donezk. Der Ort hat mehrere Bahnhöfe, die die Bahnstrecken Charkiw–Horliwka, Otscheretyne–Swerewo, Poltawa–Rostow und Sumy–Horliwka im Netz der Donezka Salisnyzja verbinden. Südlich des Ortes verläuft die internationale Fernstraße M 04, dazu kommen noch die Territorialstraßen T-05-13 und T-05-16 im Ortsgebiet. Der Siwerskyj-Donez-Donbas-Kanal (Канал Сіверський Донець — Донбас) verläuft unterirdisch in Nord-Süd-Richtung durch die Stadt.

## Geschichte
Horliwka wurde als Station Korsun 1779 begründet und ab 1868 zu Ehren des russischen Geologen Pjotr Gorlow in Gorlowka, bzw. Horliwka umbenannt, da Gorlow dort Cinnabarit gefunden hatte. Während seines Wirkens für die Kohleindustrie im Gebiet wuchs der Ort zu einer Arbeitersiedlung heran. Seit 1932 verkehrt die Straßenbahn Horliwka in der Stadt.
In der Stadt bestanden die beiden Kriegsgefangenenlager 242 (am Nordrand der Stadt) und 472 für deutsche Kriegsgefangene des Zweiten Weltkriegs. Schwer Erkrankte wurden in den Kriegsgefangenenhospitälern 1242 und 6027 versorgt.
Ende April 2014 wurde Horliwka von prorussischen Separatisten während des bewaffneten Konfliktes in der Ukraine eingenommen. Am 17. April wurde Wolodymyr Rybak, ein Mitglied des lokalen Stadtrats, von Vertretern der sogenannten Volksrepublik Donezk entführt und ermordet. Er hatte zuvor aus Protest gegen die Einnahme von Regierungsgebäuden durch prorussische Milizen versucht, eine Flagge der sogenannten Volksrepublik runterzunehmen und diese durch eine Flagge der Ukraine zu ersetzen. Es handelte sich um eines der ersten Kriegsverbrechen während des Kriegs in der Ostukraine.
Ab August 2014 war die Stadt zwischen Separatisten und ukrainischen Truppen umkämpft, das Stadtgebiet ist seit 2016 großteils durch Separatisten der sogenannten Volksrepublik Donezk besetzt.

## Politische Gliederung

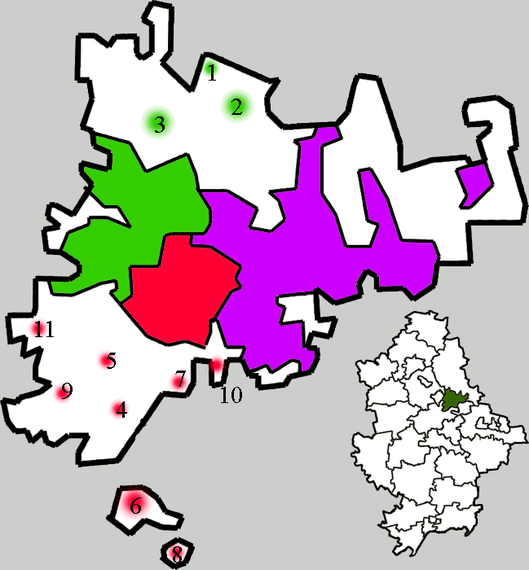
Administrative Gliederung der Stadt

Der Stadtkreis Horliwka hat insgesamt 276.069 Einwohner (2012).
Horliwka gliedert sich in:
- 3 Stadtrajone (Rajon Kalinin, Rajon Mykytiwka, Rajon Zentralne-Misto, in der Grafik links: violett, grün bzw. rot)
- 2 Siedlungen städtischen Typs: Holmiwskyj, Pantelejmoniwka
- 1 Dorf: Rjasne (Рясне)
- 7 Siedlungen: Hladossowe (Гладосове), Mychajliwka (Михайлівка), Oserjaniwka (Озерянівка), Pjatychatky (П'ятихатки), Stawky (Ставки), Fedoriwka (Федорівка), Schyroka Balka (Широка Балка)

Das Ortsgebiet der Siedlung städtischen Typs Sajzewe gehörte ebenfalls zum Stadtgebiet, wurde aber am 8. September 2016 dem Rajon Bachmut angeschlossen.

## Bevölkerung
| 1923   | 1926   | 1939    | 1959    | 1970    | 1979    | 1989    | 2001    | 2005    | 2016    | 2019    |
| ------ | ------ | ------- | ------- | ------- | ------- | ------- | ------- | ------- | ------- | ------- |
| 11.476 | 23.149 | 181.448 | 292.616 | 335.064 | 336.487 | 338.106 | 292.250 | 279.061 | 249.048 | 257.126 |

Quelle:
| Nationalität    | Zahl    | Anteil | davon … als Muttersprache        | davon … als Muttersprache | davon … als Muttersprache | davon … als Muttersprache | davon … als Muttersprache |
| Nationalität    | Zahl    | Anteil | die Sprache eigener Nationalität | ukrainisch                | russisch                  | andere                    | keine Angabe              |
| alle            | 312.284 | 100    | x                                | x                         | x                         | x                         | x                         |
| Ukrainer        | 160.397 | 51,4   | 28,4                             | 28,4                      | 71,5                      | 0,1                       | 0                         |
| Russen          | 139.980 | 44,8   | 98,9                             | 1                         | 98,9                      | 0,1                       | 0                         |
| Weißrussen      | 4079    | 1,3    | 9,4                              | 2,1                       | 88,3                      | 0,2                       | -                         |
| Tataren         | 876     | 0,3    | 17,9                             | 1,7                       | 80,2                      | 0,2                       | -                         |
| Armenier        | 784     | 0,3    | 40,4                             | 0,1                       | 58,6                      | 0,5                       | 0,4                       |
| Moldawier       | 720     | 0,2    | 11,3                             | 12,6                      | 76,0                      | 0,1                       | -                         |
| Aserbaidschaner | 647     | 0,2    | 4,34                             | 1,9                       | 53,9                      | 0,8                       | -                         |

## Söhne und Töchter der Stadt
- Mark Reisen (1895–1992), sowjetischer Opernsänger, geboren nahe Horliwka
- Michail Malzew (1904–1982), sowjetischer General, geboren nahe Horliwka
- Lilija Grizenko (1917–1989), sowjetische Schauspielerin und Sängerin
- Jewgeni Bulantschik (1922–1996), Hürdenläufer
- Anatolyj Ewtuschenko (* 1934), russischer Handballtrainer und Olympiateilnehmer
- Nikolai Kapustin (1937–2020), sowjetisch-ukrainischer Komponist und Pianist
- Juli Makowos (1937–2022), russischer Mathematiker
- Alexander Wolkow (* 1948), sowjetischer Kosmonaut
- Jurij Bojko (* 1958), Politiker
- Petro Antyp (* 1959), Bildhauer
- Najponk (* 1972), tschechischer Jazzmusiker
- Sergej Rebrow (* 1974), Fußballspieler
- Natalija Semenowa (* 1982), Diskuswerferin
- Ruslan Ponomarjow (* 1983), Schachweltmeister
- Olena Pawluchina (* 1989), aserbaidschanische Radsportlerin
- Iryna Popowa (* 1991), Mountainbikerin
- Mykyta Schewtschenko (* 1993), Fußballtorhüter